# Xinbei (sockenhuvudort i Kina, Jiangxi Sheng, lat 25,87, long 115,35)
Xinbei är en sockenhuvudort i Kina. Den ligger i provinsen Jiangxi, i den sydöstra delen av landet, omkring 320 kilometer söder om provinshuvudstaden Nanchang. Antalet invånare är 18 450. Befolkningen består av 9 662 kvinnor och 8 788 män. Barn under 15 år utgör 34 %, vuxna 15-64 år 55 %, och äldre över 65 år 9,0 %.
Runt Xinbei är det tätbefolkat, med 257 invånare per kvadratkilometer. Närmaste större samhälle är Hefeng, 16,3 km sydost om Xinbei. I omgivningarna runt Xinbei växer huvudsakligen savannskog.
Genomsnittlig årsnederbörd är 1 887 millimeter. Den regnigaste månaden är maj, med i genomsnitt 333 mm nederbörd, och den torraste är oktober, med 17 mm nederbörd.